# Chrysippe de Cnide
Chrysippe de Cnide (en grec : Χρύσιππος ὁ Κνίδιος, IVe siècle av. J.-C.) est un médecin grec. 
Il est le fils d’Erineus et un contemporain de Praxagoras de Cos, un élève d’Eudoxe de Cnide et de Philistion de Locres, le père de Chrysippe, le médecin de Ptolémée Ier et le maitre d’Érasistrate, d’Aristogène, de Médios et de Métrodore[Lequel ?]. Il accompagna en Égypte son maitre Eudoxe, mais on ne sait rien de plus sur les évènements de sa vie. 
Il a écrit plusieurs œuvres qui aujourd’hui n’existent plus, et Galien dit que, même en son temps, elles étaient en danger d’être perdues. Plusieurs de ses avis médicaux ont cependant été conservés par Galien qui fréquemment le cite et s’y réfère.